# أزمة جنون البقر

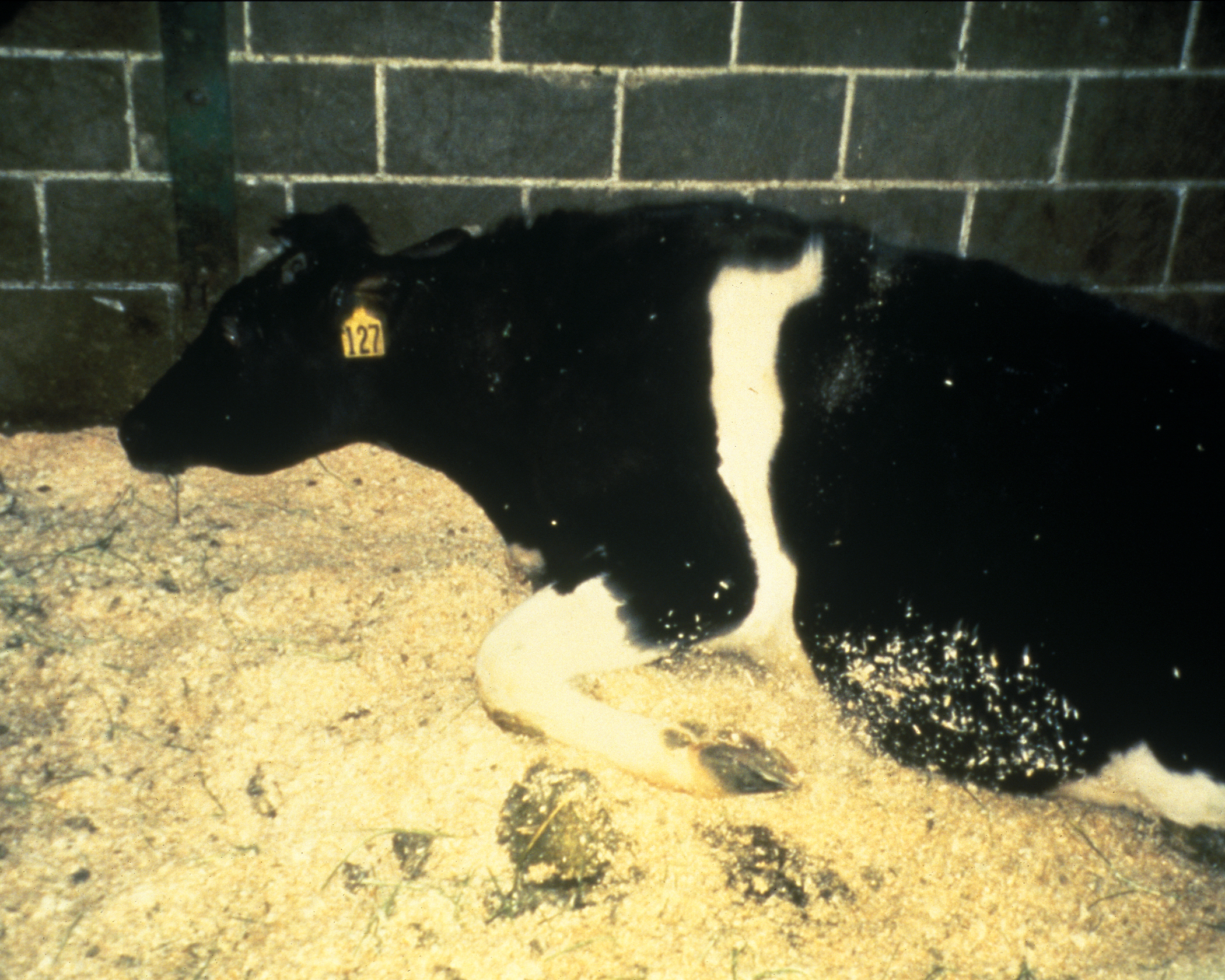

 أزمة جنون البقر أو جنون البقر، ظهرت في التسعينات، وتسببت في انهيار سوق لحوم الأبقار نظرا للشعور بالقلق من قبل المستهلكين بعد انتشار وباء التهاب الدماغ الإسفنجي البقري والذي يعرف بـ جنون البقر الذي أثر على المزارع الأوروبية منذ عام 1986. ويشتبه في أن ينتقل للبشر وهو بديل لـ مرض كروتزفلدت - جاكوب وهو مرض يمس الجهاز العصبي للحيوانات
بعد تردد طويل من الشراكة الأوروبية والتي عوضت السوق الأوروبية المشتركة مند غرة نوفمبر 1993 قامت بإقرار مرسوم في عام 1996 يحظر استيراد لحوم البقر من بريطانيا العظمى، حيث تم التفطن لأول ظهور لمرض سواف. المرض انتشر تدريجيا في بقية أوروبا، وللحد من تطور انتشاره قررت العديد من البلدان ذبح العديد من القطعان التي تحمل هذا المرض.
وفي هذه المناسبة، اكتشف العامة على أن الماشية لم تستهلك فقط النباتات والأعشاب، بل استهلكت أيضا متممات غذائية من مصدر معدني (اصطناعية أو حيوانية).
كإجراء وقائي، قلل المستهلكون شراء لحوم البقر، مما أسفر عن سقوط السوق، بينما في عام 1995، بلغ نصيب الفرد من استهلاك لحوم البقر في فرنسا 27.7 كيلوجرام، مما كان سببا في انخفاض المشتريات بنسبة 15 ٪ في عام 1996، تصل إلى 25 % (45% للأمعاء والأعضاء الداخلية للذبيحة) بعد إعلان الانتقال من جنون البقر إلى أنواع أخرى. استفادت الدواجن من الأزمة، ويظهر ذلك تسجيل في زيادات والتي بلغت 25 ٪ للدجاج وحتى 33 ٪ للدجاج الفرعوني. الاتحاد الأوروبي والبلدان المعنية قامت بتوريد الأبقار والدواجن من خلال اعتماد قوانين لطمأنة المستهلكين وضمان تحسين الأمن الغذائي: مراقبة استيراد وتربية المواشي، قواعد النظافة الصحية والصرامة في تنفيذ نظم التتبع.

## تاريخ
- نوفمبر 1986 ظهور مرض جنون البقر في المملكة المتحدة.
- ديسمبر 1987 التحليل الأولي خلص إلى أن المرض يأتي من إدراج الحيوان وجبة الطحين الحيواني في علف الماشية.
- 1988 في بريطانيا، مرض جنون البقر يخضع للإبلاغ الإلزامي، وجميع الماشية المصابة بهذا المرض ينبغي أن تكون قد ذبحت كتدبير وقائي، والسلطات البريطانية تفرض حظرا على تغذية المواشي مع وجبة طحين من الأصل الحيواني.
- 1989 الحكومة البريطانية حظرت استهلاك بعض الأعضاء الداخلية والأمعاء (الأمخاخ، والأمعاء، والحبل الشوكي، وما إلى ذلك). أما فرنسا قررت حظر استيراد الطحين الحيواني من بريطانيا كوجبة للحيوانات المجترة. والشراكة الأوروبية حظرت تصدير الأبقار البريطانية أو التي يشتبه في أنها تحمل مرض جنون البقر لأكثر من سنة واحدة.
- 1990 الشراكة الأوروبية ترى أن الحيوانات المصابة بمرض جنون البقر لا تشكل خطرا على صحة الإنسان. إمكانية استأناف استيراد اللحوم البريطانية، وذلك يدين فرنسا، وسويسرا قررت حظره. فرنسا تفرض الإبلاغ الإلزامي من الماشية المصابة بجنون البقر، وحظرت استخدام الطحين الحيواني في تغذية الأبقار.
- 1991 اكتشاف أول حالة إصابة بمرض جنون البقر في فرنسا، حيث أمرت الحكومة بذبح القطعان التي تحمل هذا المرض. اكتشف الباحثون في إمكانية انتقال مرض جنون البقر إلى أنواع أخرى.
- 1993 المرض وصل إلى ذروته في المملكة المتحدة، (ما يقرب من 800 حالة في الأسبوع). مربوا الأبقار في اتصال معهم ويحملون مرض جنون البقر، وتوفوا بسبب مرض كروتزفلدت - جاكوب.
- 1994 الاتحاد الأوروبي يحظر البروتين من أنسجة الأبقار في تغذية الحيوانات المجترة وتصدير لحوم البقر بسبب ارتفاع وجود حالات من مرض جنون البقر.
- 1995 الكثير من المزارعين كانوا ضحايا مرض كروتزفلدت - جاكوب. وظهر شكل جديد من المرض في بريطانيا وألمانيا، حيث أعلنت وسائل الإعلام أنه من الممكن انتقال مرض جنون البقر إلى البشر.
- 1996 بعد فرنسا وغيرها من البلدان، فرض الاتحاد الأوروبي حظرا على جميع الماشية ومنتجاتها من المملكة المتحدة. مما ساهم في سقوط سوق لحوم الأبقار. والعديد من البلدان الأوروبية قامت بإنشاء مؤسسة وطنية لنظام تحديد الهوية خاصة باللحوم.
- 1997 دعا الاتحاد الأوروبي إلى الرفع الجزئي للحظر المفروض على صادرات لحوم البقر البريطانية، وأنه من السابق لأوانه النظر من البلدان الأعضاء.
- 1998 تأسس في فرنسا الصندوق الوطني للأمن الصحي من قبل معهد الصحة والوكالة الفرنسية للأمن الصحي.
- 1999 فرنسا ترفض رفع الحظر خلافا لقرار أصدرته اللجنة الأوروبية وتناقش «المبدأ الوقائي».
- 2000 الاتحاد الأوروبي يعلن عن برنامج من الاختبارات التشخيصية السريعة لمرض جنون البقر. في فرنسا، محلات السوبر ماركت كارفور تتطلب من حرفائها إرجاع لحوم البقر المشترية منها والذي يشتبه في أنه آت من الحيوانات المصابة بمرض جنون البقر. وقد علقت الحكومة استخدام اللحوم والعظام وجبة في لإطعام الخنازير، والدواجن والأسماك والحيوانات الأليفة. مجلة الطبيعة نشرت دراسة بريطانية قائلة أن 300 7 من الحيوانات مصابة بمرض جنون البقر، والتي دخلت السلسلة الغذائية في فرنسا منذ العام 1987، مما سبب أزمة جديدة لمرض جنون البقر.
- 2002 أعلنت فرنسا رفع الحظر عن لحوم الأبقار البريطانية. عدد الحالات من الماشية المصابة بمرض جنون البقر تراجع باطراد عالميا من 1646 في عام 2003 إلى 878 في عام 2004 و474 في عام 2005.